# Diecéze arpijská
Diecéze Arpi je titulární diecéze římskokatolické církve.

## Historie
Starověké biskupské sídlo Arpi je datováno do roku 314. Nacházelo se v oblasti Apulie. Dnes je zapsána jako titulární biskupské sídlo.
Současným titulárním biskupem je Juan Espinoza Jiménez, pomocný biskup Morelie.

## Seznam titulárních biskupů
- 1967 - 1972 Raffaele Pellecchia
- 1975 - 2007 Juan Félix Pepén y Soliman
- 2007 - 2010 Vincenzo Di Mauro
- od 2010 Juan Espinoza Jiménez